# Isogenoides elongatus
Isogenoides elongatus is een steenvlieg uit de familie Perlodidae. De wetenschappelijke naam van de soort is voor het eerst geldig gepubliceerd in 1874 door Hagen.